# Rock ’n’ Roll (Motörhead-album)
A Rock ’n’ Roll album a brit Motörhead zenekar 1987-ben megjelent, sorrendben nyolcadik stúdiólemeze.

## Története
1987-ben a zenekart felkérték, hogy szerepeljenek Peter Richardson angol komikus Eat the Rich című új filmjében. Pete Gill dobost a forgatás napján rúgták ki és Phil 'Philthy Animal' Taylor három év után visszatért a Motörheadbe. A filmhez írt "Eat the Rich" című dalt már vele rögzítették, majd következtek a Rock ’n’ Roll album stúdiómunkálatai.
A felvételek egy része a londoni Redwood stúdióban zajlott, melynek egyik társtulajdonosa a Monty Pythonból ismert Michael Palin. Megkérték, hogy jöjjön le a stúdióba és mondjon fel valami beszédet a lemezre. Végül a „Stone Deaf in the USA” dal végén hallható Palin ahogy azt mondja: "Ó, Uram, tekints le ezekre az emberekre a Motörheadből!". Angol humor.
A Rock ’n’ Roll folytatta a közepes albumok sorát. A lemezeladási listán a 34. helyig jutott csak Angliában, ezzel az addigi Motörhead-albumok közül a leggyengébben szerepelve. Az Amerikai Egyesült Államokban viszont az előzőeknél jobban fogadták.
A lemez csúcspontja a címadó dal mellett a mini-albumon is kiadott „Eat the Rich”, bár ezen kívül a „Traitor”, a „Dogs” és a „Boogeyman” dalokat is évekig játszották koncerteken. Utóbbi számban a lemezen Lemmy nem csak basszusgitározik, hanem az egyik gitárszólót is ő maga játssza.
A lemezbemutató turné rögtön a megjelenés után elindult Angliában, majd novembertől következett Nyugat-Európa. 1988-ban az USA-ban folytatták Alice Cooper vendégeként aztán tavasszal ismét egy európai kör. Júliusban a finn Giants of Rock fesztiválon rögzítették a Motörhead második hivatalos koncertalbumát, amely még abban az évben meg is jelent No Sleep at All címmel.

## Újrakiadások
- 1997-ben a Castle Communications (CMC/Sanctuary) az Eat the Rich EP két nem nagylemezes dalával bónuszolva CD változatban adta ki újra a Rock ’n’ Roll albumot.
- 2006-ban egy kétlemezes deluxe változat jelent meg a Sanctuary-nál. Az első korongon az eredeti album digitálisan feljavított változata szerepel, plusz az Eat the Rich EP két nem nagylemezes száma. A bónusz CD az 1986. augusztus 16-i Monsters of Rock fesztiválos fellépés hanganyagát tartalmazza.

## Az album dalai

### Eredeti kiadás
Első oldal
1. "Rock ’n’ Roll" – 3:49
2. "Eat the Rich" – 4:34
3. "Blackheart" – 4:03
4. "Stone Deaf in the USA" – 3:40

Második oldal
1. "The Wolf" – 3:28
2. "Traitor" – 3:17
3. "Dogs" – 3:48
4. "All for You" – 4:10
5. "Boogeyman" – 3:07

### Bónusz felvételek az 1997-es újrakiadáson
1. "Cradle to the Grave" – 4:05
2. "Just 'Cos You Got the Power" – 7:30

### Deluxe változat bónusz CD (2006)
1. "Iron Fist" [Live '86]
2. "Stay Clean" [Live '86]
3. "Nothing Up My Sleeve" [Live '86]
4. "Metropolis" [Live '86]
5. "Dr. Rock" [Live '86]
6. "Killed by Death" [Live '86]
7. "Ace of Spades" [Live '86]
8. "Steal Your Face" [Live '86]
9. "Bite the Bullet" [Live '86]
10. "Built for Speed" [Live '86]
11. "Orgasmatron" [Live '86]
12. "No Class" [Live '86]
13. "Motorhead" [Live '86]

## Közreműködők
- Ian ’Lemmy’ Kilmister – basszusgitár, ének
- Phil Campbell – gitár, háttérvokál, valamint az „Eat the Rich” dalban slide gitár
- Mike ’Würzel’ Burston – gitár, háttérvokál, valamint a „Stone Deaf in the USA” dalban slide gitár
- Phil ’Philthy Animal’ Taylor – dobok
- Pete Gill – dobok az 1986-os koncertfelvételen